# Božena Erceg
Božena Erceg je hrvatska košarkašica, članica hrvatske košarkaške reprezentacije.

## Karijera

### Reprezentacija
Osvojila je zlato na Mediteranskim igrama 2001. godine.
Na MI 2005. u španjolskoj Almeriji osvojila je srebro.
Sudjelovala je na završnom turniru europskog prvenstva 2007. godine.
2008. je bila u skupini igračica koje su izborniku Nenadu Amanoviću otkazale poziv za pripreme za EP 2009. godine.